# Діва Марія з Ла-Салетта
44°51′30″ пн. ш. 5°58′43″ сх. д. / 44.8583° пн. ш. 5.97861° сх. д.
Діва Марія з Ла-Салетта — з'ява Діви Марії двом дітям в Альпах, у французькому селі Ла-Салетт-Фаллаво 1846 року. Визнана Католицькою церквою. Центром цього богородичного культу є базиліка Пресвятої Діви Марії з Ла-Салетта.
За повідомленням двох дітей, 11-річного Максиміна Жиро та 14-річної Мелані Кальва, 19 вересня 1846 року на горі Ла-Салетт в Альпах (приблизно 30 км на південний схід від Гренобля) їм з'явилася Діва Марія та передала послання, закликаючи людей до покаяння. Папа Пій IX 1851 року визнав явище справжнім. Того ж року було розпочато будівництво базиліки на горі Ла-Салетт За рік засновано орден салетинців. 1879 року папа Лев XIII коронував образ Діви Марії з Ла-Салетта.
Село Ла-Салетт-Фаллаво, яке 1846 року складалося з вісьмох-дев'ятьох розкиданих хуторів, а населення становило близько 800 осіб, переважно дрібних фермерів з сім'ями та утриманцями, завдяки цьому перетворилося на великий паломницький центр.

## Місця, присвячені Богоматері Ла Салетт за межами Франції
- святилище в Олівейра-де-Аземейш, Португалія;
- каплиця в Сан-Мігель-де-Альєнде, Гуанахуато, Мексика;
- святиня в Кодайканалі, Тамілнад, Індія;
- національна святиня в Еттлборо, штат Массачусетс, США;
- святиня в Енфілдіі, штат Нью-Гемпшир, США.

Останні дві відомі своїми виставами різдвяних вогнів.